# Santa Bárbara (Lourinhã)
Santa Bárbara ist eine Gemeinde (Freguesia) im portugiesischen Kreis Lourinhã. In ihr leben 2031 Einwohner (Stand 19. April 2021).